# M25 Tank Transporter
Der Panzertransporter M25 war ein US-amerikanischer, der Panzerbergung dienender Sattelzug, bestehend aus der Sattelzugmaschine Pacific Car & Foundry M26 und dem Sattelauflieger Fruehauf M15, aus dem Zweiten Weltkrieg. Das Fahrzeug wurde von den amerikanischen Soldaten auch „Dragon Wagon“ genannt.

## Geschichte
Als die USA Ende 1941 in den Zweiten Weltkrieg eintraten, glaubte man, ein Fahrzeug zu benötigen, das beschädigte Panzer auf dem Gefechtsfeld bergen und zu einer rückwärts gelegenen Instandsetzungseinrichtung zurückschleppen konnte.
Die Knuckey Truck Company in San Francisco, Kalifornien, hatte bislang geländegängige LKW für Steinbruch und Bergbau nach speziellen Kundenwünschen in kleinem Umfang hergestellt. Sie entwarf ein Fahrzeug, das den Ansprüchen der US-Army genügte, war indessen nicht in der Lage, es in den geforderten Mengen zu produzieren. Infolgedessen ging der Produktionsauftrag an die Pacific Car & Foundry Company in Renton, Washington, die das Fahrzeug ab 1943 in Serie herstellte. Die US-Army stellte das Zugfahrzeug als Truck-Tractor M26 und den gesamten Sattelzug als Truck-trailer, 40-ton, Tank Recovery M25 in Dienst.
Erste Fronterfahrungen zeigten, dass man zum Bergen eines liegengebliebenen Panzers ein gepanzertes Fahrzeugs nicht brauchte, da im Bewegungskrieg sich die Fronten derart schnell verschoben, dass das Bergen üblicherweise nicht unter Feindbeschuss stattfand. Hinzu kam, dass die mit ca. 10–15 mm relativ dünne Panzerung auch von schwachen Panzerabwehrgeschützen problemlos durchschlagen werden konnte. Infolgedessen erschien 1944 eine ungepanzerte Variante mit der Bezeichnung Truck-Tractor M26A1. 1943 wurden 300, 1944 wurden 453 gepanzerte M26-Sattelzugmaschinen hergestellt, ferner 275 ungepanzerte M26A1 im Jahr 1944 und 344 im Jahr 1945, zusammen also 743 M26 und 619 M26A1, insgesamt also 1352 Stück. Crismon gibt dagegen die Gesamtzahl mit 1372 Stück an, eine weitere Quelle beziffert die Gesamtproduktion mit 1400 Stück.
Das Fahrzeug wurde während des Zweiten Weltkrieges an die Verbündeten, insbesondere Großbritannien und die Commonwealth-Staaten, ferner die Sowjetunion geliefert. Es blieb in der US-Army noch bis in die 1960er Jahre in Truppengebrauch, wurde aber seit Mitte der 1950er Jahre allmählich durch den Mack 123 abgelöst. Zahlreiche mit den USA nach 1945 verbündete Staaten aus NATO und SEATO erhielten Fahrzeuge dieses Typs nach dem Zweiten Weltkrieg und nutzten sie teilweise bis in die 1970er Jahre und darüber hinaus. Ausgemusterte Exemplare fanden ihren Weg zu zivilen Abschlepp- und Bergungsunternehmen.

## Technik des M26
Das Zugfahrzeug war allradgetrieben, der Antrieb auf die beiden Hinterachsen erfolgte über Ketten. Hinter der Fahrerkabine waren zwei Winden mit je 60.000 Pfund (≈ 270 kN) Zugkraft montiert, vorne eine weitere mit 35.000 Pfund (≈ 160 kN). Der Sechszylindermotor des Typs 440 stammte von Hall-Scott, hatte eine Bohrung von 5,75 Zoll (=146,06 mm) und einen Hub von 7 Zoll (=177,8 mm), woraus sich ein Hubraum von 17.879 cm³ errechnet. Die Leistung betrug 270 oder 240 SAE-PS. Das Getriebe hatte 12 Vorwärts- und drei Rückwärtsgänge, die Kupplung war eine Zweischeiben-Trockenkupplung. Der Tank fasste 120 Gallonen (=rd. 450 Liter), womit das Fahrzeug rd. 200 km weit fahren konnte. Auf dem Dach war ein 12,7-mm-Fliegerabwehr-MG montiert.
Die ungepanzerte Version (M26A1 genannt) war rund 9,66 Tonnen leichter, ihr fehlte das Fliegerabwehr-MG. Ansonsten hatte sie gleiche technische Daten.

## Sattelauflieger M15
Hersteller des Sattelaufliegers M15 war die Fruehauf Corporation in Detroit, Michigan. Er hatte zwei hintere Achsen mit je vier Rädern. Er wog leer 16.466 kg und konnte bis zu 80.000 brit. Pfund (=36,3 Tonnen) laden, war damit geeignet, auch die schwersten Ausführungen des Kampfpanzers M4 Sherman zu tragen. Die Gesamtlänge des Sattelzuges einschließlich Zugmaschine betrug etwa 18 Meter. Während des Zweiten Weltkrieges fertigte Fruehauf 1104 Sattelauflieger des Typs M15: 376 im Jahr 1943, 349 im Jahr 1944, 379 im Jahr 1945. Die Fertigung wurde nach Kriegsende 1945 fortgesetzt.
Nach Kriegsende wurde die Nutzlast des Aufliegers auf 45 Tonnen erhöht, um den Panzer M26 Pershing transportieren zu können, das Fahrzeug hieß jetzt M15A1. 1955 erfolgte eine nochmalige Erhöhung der Nutzlast auf jetzt 50 Tonnen, so entstand der M15A2, als dessen Zugfahrzeug jetzt auch der Mack M123 diente.